# Kurarua brevipes
Kurarua brevipes är en skalbaggsart som beskrevs av Holzschuh 1984. Kurarua brevipes ingår i släktet Kurarua och familjen långhorningar. Inga underarter finns listade i Catalogue of Life.